# Ganivet Bowie

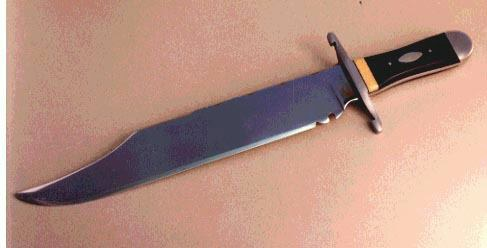
Ganivet del tipus "Bowie"

Ganivet Bowie designa, de manera genèrica nord-americana, ganivets de defensa i caça, rústics i de grans proporcions (generalment amb fulles llargues —de més de 25 cm— i amples, tipus clip point), amb empunyadura no cilíndrica, emprats a les fronteres dels Estats Units des de mitjan segle xviii.
El nom que els va eternitzar sorgeix molt després de la popularització del seu ús, amb un duel ocorregut el 19 de setembre de 1827, a la Platja de Vidalia (Riu Missisipi), prop de la ciutat de Natchez (estat de Louisiana). En aquest episodi (en anglès és anomenat Sandbar Fight), el principal protagonista, Jim Bowie, comerciant i aventurer de gran prestigi social en l'època, durant una lluita renyida amb diversos contendents, fins i tot tocat per diversos trets de pistola aconsegueix matar amb un cop del seu gran ganivet al comandant Norris Wright, el seu enemic, després que aquest li doni un cop d'estoc en el pit, sobrevivint a aquesta lluita per morir anys més tard en l'èpica Batalla d'El Álamo, en 1836, a Mèxic.
Aquest i altres episodis protagonitzats per aquests ganivets, narrats pels pioners i colonitzadors de l'oest nord-americà van associar definitivament aquests ganivets a la conquesta del Vell Oest, connectant-les indeleblement a la cultura nord-americana, difosa posteriorment a nivell mundial.
El període daurat d'aquests ganivets als Estats Units va ser de principis del segle xix fins a poc després de la Guerra Civil Americana (1861-1865). Aquest tipus de ganivet, inicialment produït de forma artesanal i amb acabat rústic, sofreix durant aquests anys, modificacions en el seu disseny i, especialment en el seu acabat i fabricació, que van anar sent refinats, fent sorgir diverses variants. Amb la fama va passar a ser fabricat en altres països, trobant-se en producció fins avui.